# 2223 Sarpedon
2223 Sarpedon eller 1977 TL3  är en trojansk asteroid i Jupiters lagrangepunkt L5. Den upptäcktes  4 oktober 1977 av Purple Mountain-observatoriet i Nanjing, Kina. Den är uppkallad efter Sarpedon i den grekiska mytologin.
Asteroiden har en diameter på ungefär 77 kilometer.